# مستشفى الأطفال الجامعي
مستشفى الأطفال الجامعي مشفى حكومي سوري متخصص بطب الأطفال يقع في مدينة دمشق عاصمة الجمهورية العربية السورية، يرتبط بوزارة التعليم العالي إدارياً وبكلية الطب - جامعة دمشق علمياً.
يعتبر مستشفى الأطفال هيئة تعليمية خدمية حيث يتم فيه تدريب طلاب الطب والدراسات العليا والبورد العربي وتعد فيه رسائل الدكتوراة في اختصاصات عديدة بالإضافة إلى طلاب وطالبات المعاهد المتوسطة الطبية ومدرسة التمريض التابعة لجامعة دمشق.

## التأسيس
أحدثت المستشفى بموجب المرسوم التشريعي رقم /13/ تاريخ 1/5/1978 واعتبرت هيئة عامة مستقلة بموجب القانون /23/ تاريخ 21/12/2000، وهي المستشفى الوحيدة المتخصصة بأمراض الأطفال في سورية وتستقبل الأطفال والخدّج من جميع المحافظات وتقدم الاستشارات الطبية والخدمات العلاجية.

## لمحة عامة

### الإدارة
- المدير العام: الأستاذ الدكتور رستم مكية
- معاون المدير العام للشؤون الطبية: الدكتور ماجد خضر
- معاون المدير العام للشؤون الإدارية: السيدة فلك قيروط
- رئيس قسم الأطفال: الاستاذ الدكتور سمير سرور

### عدد الأطباء
- أعضاء الهيئة التدريسية   22 طبيباً
- الأطباء الاختصاصيون      25 طبيباً
- طلاب الدراست العليا     124 طبيباًً

### معلومات الاتصال
العنوان: سورية- دمشق- المزة- جانب مستشفى المواساة
هاتف: 6623674–6619101-6624981 11-963
فاكس: 6623040-11-963

## الأقسام

### الأقسام والشعب الطبية
- الصيدلية
- شعبة أمراض الدم والأورام
- الشعبة الانتانية
- شعبة الأمراض العامة
- شعبة الأمراض الجراحية
- شعبة الخديج والوليد
- شعبة الإسعاف والعيادات الخارجية والإقامة المؤقتة
- شعبة التخدير
- شعبة أمراض القلب
- شعبة زرع النقي

### الوحدات الطبية
- وحدة التشريح المرضي
- وحدة الأمراض الوراثية والصبغيات
- وحدة الأشعة
- وحدة أمراض الهضم والتنظير الهضمي
- وحدة العناية المشددة
- وحدة أمراض الكلية الصناعية وزرع الكلية
- وحدة المخبر
- وحدة الأمراض العصبية
- وحدة أمراض الغدد
- وحدة الاستقلاب
- وحدة الأمراض النفسية
- وحدة أمراض المفاصل

### الأجهزة الطبية
الحواضن الحديثة – أجهزة العناية والمراقبة – التصوير الطبقي المحوري- جهاز تخطيط دماغ فيديوي- جهاز تنظير القصبات- جهاز وظائف الرئة- جهاز الديناميكية البولية وتخطيط المثانة- جهاز تحليل الأبوال الآلي- جهاز رحلان الحموض الآمينية- جهاز التحسس الجرثومي الآلي- جهاز الإجمالي- جهاز البيولوجيا الجزئية، وغيرها من الأجهزة.